# Kaspar Sterr

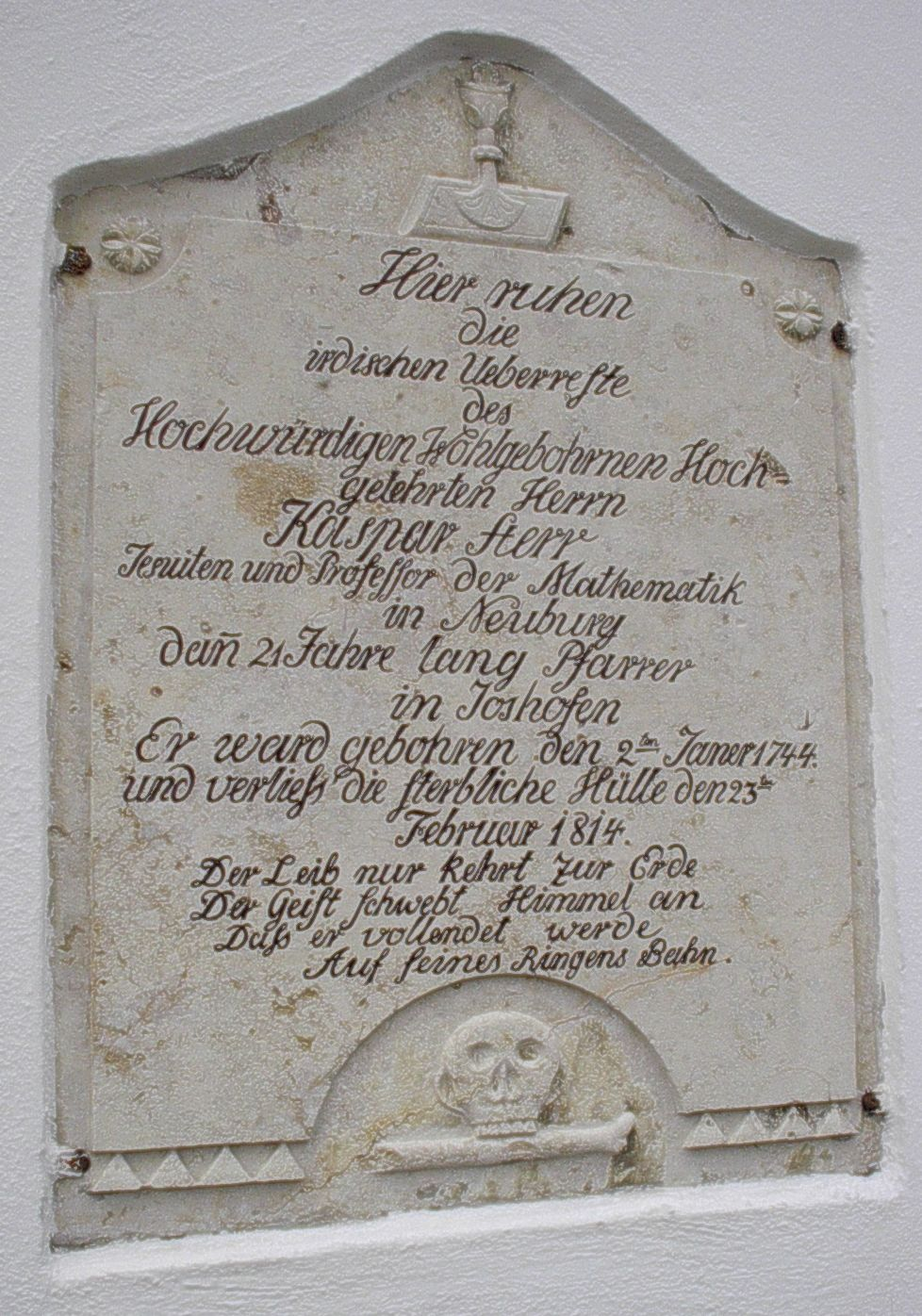
Gedenktafel an Pfarrer und Professor Kaspar Sterr

Kaspar Sterr (auch Caspar Anton Sterr; * 3. Januar 1744 in Neuburg an der Donau; † 23. Februar 1814 in Joshofen) war ein deutscher römisch-katholischer Geistlicher, Meteorologe und Lehrer. 

## Leben
Sterr besuchte das Gymnasium Neuburg an der Donau. Anschließend ging er zum Studium der Theologie an die Universität Ingolstadt. Dort trat er auch in den Jesuitenorden ein. Nach der Aufhebung des Jesuitenordens 1773 schlug er die Laufbahn eines Weltpriesters ein. Am 25. September 1775 wurde er in Augsburg zum Priester geweiht.
Sterr erhielt 1776 eine Professur der schönen Wissenschaften und der Mathematik an der königlich bayerischen Studienanstalt Neuburg. In dieser Stellung verblieb er bis 1793. Anschließend wurde er Pfarrer in Joshofen. Dort wirkte er bis zu seinem Tod.
Sterr hinterließ unter anderem einen Entwurf einer Weltgeschichte, eine Geschichte der Pfalzgrafschaft Neuburg, eine Übersetzung des ganzen Vergil in deutsche Hexameter.
An der äußeren Wand der Pfarrkirche von Joshofen befindet sich eine Gedenkplatte aus Solnhofner Stein.

## Werke (Auswahl)
- Hängt das Steigen u. Fallen des Merkurs im Barometrum von pur zufälligen oder periodisch wirkenden Ursachen ab?, Preisschrift in den Neuen philosophischen Abhandlungen der Kurbaierischen Akademie der Wissenschaften, München 1785 (ausgezeichnet mit der goldenen Medaille).
- Witterungs Beobachtungen vom Jahre 1783 bis auf die gegenwärtige Zeit, mit nützlichen Anmerkungen und Entdeckungen. Attenkofer, Ingolstadt 1805.
- Ludwig der Baier, Kaiser der Teutschen und Römer, Giel, München 1811.